# Unikitty!
Unikitty (Brasil: Unigata ) e estilizado como UniKitty! é uma série Americana-dinamarquesa animada de fantasia, comédia familiar. A série é uma coprodução da Warner Bros. Animation com o The Lego Group, estrelando a personagem com o mesmo nome, que fazia parte do primeiro filme da franquia Uma Aventura Lego. A série foi anunciada em 4 de maio de 2011. Em 2017, durante a San Diego Comic Con o produtor Ed Skudder confirmou que a série iria estrear em 1° de janeiro de 2018. No Brasil, a série estreou em 12 de fevereiro de 2018 no Cartoon Network e, em Portugal, estreou em 16 de abril de 2018 também no Cartoon Network.

## Enredo
A princesa do reino, Unigata tem os seus dias ocupados com as suas responsabilidades. Unigata é a mais interessada em garantir que todos estão felizes e livrar o reino da negatividade, mas, não entenda mal o seu otimismo – ela é um híbrido de gato com um unicórnio. Ao mesmo tempo que ela pode ser cheia de energia ilimitada e criatividade, Unigata é uma amiga fiel, que tenta deixar as pessoas mais alegres, especialmente se alguém fizer seu pequeno irmão e melhor amigo, Puppycorn, triste. Também vivem no castelo, Dra. Fox, residente cientista, o guarda-costas fiel de Unigata, Hawkodile, e Richard. Através de tudo isso, Unigata e seus amigos certificam-se de que cada dia é mais feliz e mais criativo do que nunca.

## Personagens
- Princesa Unigata (português brasileiro) ou Princesa Unikitty (português europeu) - A princesa da Unikingdom que é um híbrido de gato/unicórnio. Ela é muito feliz, divertida e otimista, mas tem uma raiva extremamente difícil de controlar.
- Príncipe Puppycorn (português brasileiro) ou Príncipe Puppycórnio (português europeu) - O irmão mais novo de Unigata, híbrido de cão/unicórnio. Ele às vezes é ignorante, mas também é leal e de bom coração e o melhor amigo de sua irmã.
- Drª. Fox - A residente cientista do castelo cujos experimentos e invenções podem criar e resolver problemas.
- Hawkodile (português brasileiro) ou Falcodrilo (português europeu) - O falcão/crocodilo híbrido guarda-costas de Unigata que tem uma personalidade forte e parece ter uma queda por Dra. Fox.
- Richard (ou abreviadamente Rick) -  Um conselheiro real do castelo e zelador. Ele fala com uma voz sem graça e monótona e muitas vezes é a voz da razão, embora os outros o acharem meio chato de se ouvir.
- Mestre Carranca (português brasileiro) ou Mestre Sisudo (português europeu) - O vilão e inimigo de Unigata. Ele é um dos senhores que se espalham a dor e a miséria em todo o mundo. Isso muitas vezes faz com que ele sofra a ira de Unigata, que quer espalhar diversão e alegria.
- Brock - O mestre de franzir a testa do amigo e companheiro de quarto.
- Mestre Frown - Arqui-inimigo da Unigata que vem de Frown Town, do outro lado de Lordsno da Unigata. Ele é um dos Doom Lords que espalha dor e miséria pelo mundo a fim de impressionar os outros Doom Lords. Isso muitas vezes faz com que ele sofra a ira da Unigata, que quer espalhar diversão e alegria.

## Dublagem
| Personagem   | Dublador         | Estados Unidos    |
| ------------ | ---------------- | ----------------- |
| Unigata      | Evie Saide       | Tara Strong       |
| Puppycorn    | Rodrigo Antas    | Grey Griffin      |
| Doutora Fox  | Louise Schachter | Kate Micucci      |
| Hawkodile    | Márcio Simões    | Roger Craig Smith |
| Richard      | Marco Ribeiro    | Roger Craig Smith |
| Mestre Frown | Renan Ribeiro    | Eric Bauza        |
| Brock        | Malta Júnior     | H.Michael Croner  |

- Direção de dublagem: Marco Ribeiro
- Estúdio de dublagem: Wan Märc

## Episódios
01. Matéria Brilhante Importa (12/02/2018)
02. Um novo amigo (13/02/2018)
03. Sentimento esmagador (14/02/2018)
04. Caos na cozinha (15/02/2018)
05. Pequeno Príncipe Puppycorn (16/02/2018)
06. O pedido de aniversário (22/02/2018)
07. Floresta da ação (01/03/2018)
08. Grudado em você (08/03/2018)
09. Mecanigata (15/03/2018)
10. Esconde-esconde (22/03/2018)
11. O poço dos desejos (29/03/2018)
12. A área (03/05/2018)
13. Fúria e mansidão (10/05/2018)
14. Pet pet (17/05/2018)
15. O jantar festivo (24/05/2018)
16. Licença para pancadas (31/05/2018)
17. Too Many Unikitties (26/07/2018)
18. Festival de Cinema (06/09/2018)
19. Dias da Preguiça (13/09/2018)
20. Lab Cat (20/09/2018)
21. Tasty Heist (27/09/2018)
22. Unikitty News! (04/10/2018)
23. Bugging Out (11/10/2018)
24. Chair (18/10/2018)
25. Kickflip McPuppycorn (25/10/2018)
26. Super Amazing Raft Adventure (01/11/2018)
27. Kitty Court (08/11/2018)
28. Nada Como Um Dia de Neve (20/12/2018)
29. A Guerra de Pegadinhas (07/02/2019)
30. Tormento na Praia (14/02/2019)
31. O Desfile (21/02/2019)
32. Uma Pequenina Aventura (28/02/2019)
33. Brawl Bot (07/03/2019)
34. Mágica Trágica (07/03/2019)
35. Problemas Dentários (21/03/2019)
36. Confusões na Estrada (28/03/2019)
37. Missão Espacial: Perigo (04/04/2019)
38. No Sleep Sleepover (11/04/2019)
39. A Gata e o Falcão (18/04/2019)
40. Senhor Senhorio (25/04/2019)
41. Perigo Dançante (25/04/2019)
42. Soletrando Desastre (25/04/2019)
43. Memórias Problemáticas (30/04/2019)
44. Election Day (30/04/2019)